# Vice, photographies de l'auteur
Vice, photographies de l’auteur est un recueil de courts textes d’Hervé Guibert, écrits dans les années 1980. Ce recueil est paru aux Éditions Jacques Bertoin en 1991. La première partie de l’ouvrage, intitulée Articles personnels, comprend 19 textes sur divers objets, puis sont insérées 19 photographies. La dernière partie, que l’auteur a nommée Parcours, comporte 18 textes sur divers lieux. 

## Commentaires
- La première partie procède d’abord d’un découpage méthodique du corps au travers des objets usuels (peigne, coton-tige, gant de crin) et se termine sur des outils de mort (papier tue-mouche, machine à faire le vide) : « Le martinet est pendu parmi les têtes-de-loup aux crocs du plafond, dans l’arrière boutique obscure de la droguerie. Il porte en lui, dans ses lanières immobiles, la plainte des enfants battus, il exhale le plaisir des amants dévoyés ».
- Les photographies (figures de cire, oiseaux empaillés, machinerie, intérieur des corps) poursuivent cette quête du corps et de la mort.
- Les lieux décrits dans la dernière partie sont des lieux de mort ou des lieux d’érotisme (musée d’école vétérinaire ou de médecine, hammam, boîte à double fond, Palais de la découverte) : « Et les garçons s’échangèrent longuement, d’un corps à l’autre, les courants d’une électricité tantôt attractive, tantôt répulsive ».

L’image de couverture est un terrible autoportrait dans un musée de cire. Le choc entre la gravité des thèmes abordés (Éros, Thanatos) et le mode d’expression choisi, de courts textes dont quelques-uns sont presque des poèmes en prose, renforce le sentiment d’étrangeté. La sérénité affichée par l’auteur concourt également à ce sentiment.